# Olu Ginuwa
Olu Ginuwa, également connu sous le nom d'Iginuwa, est un roi Itsekiri qui est devenu le premier Olu de Warri. Il est le fils aîné d'Oba Olua, le 14e Oba du Bénin (1473-1480 après J.-C.) et héritier présomptif du trône du royaume du Grand Bénin. Il émigre du royaume du Bénin et est couronné premier Olu de Warri. Il règne pendant 30 ans, de 1480 à 1510. Son fils, Olu Ijijen (Ogbowuru) lui succéda . Un autre de ses fils, Olu Irame, prend la relève après le décès de qu'Olu Ijijen,.